# Vitalij Anikejenko
Vitalij Sergejevitj Anikejenko (ryska: Виталий Сергеевич Аникеенко), född 2 januari 1987 i Kiev, Ukrainska SSR, Sovjetunionen, död 7 september 2011 utanför Jaroslavl i Ryssland, var en ukrainsk-rysk professionell ishockeyspelare. Han spelade för Lokomotiv Jaroslavl i KHL. Han har även representerat det ryska laget Metallurg Novokuznetsk. 
Anikejenko valdes som 70:e spelare totalt i NHL Entry Draft 2005 av Ottawa Senators.

## Död
Anikejenko var den 7 september 2011 ombord på ett passagerarflygplan som kraschade i staden Jaroslavl klockan 16:05 MSK under en flygning mellan Yaroslavl-Tunoshna Airport (IAR) och Minsk-1 International Airport (MHP). Hans lag Lokomotiv Jaroslavl var på väg till en bortamatch i Minsk. Efter att planet lyfte från flygplatsen kunde det inte nå tillräckligt hög höjd och kraschade in i en ledning innan det störtade i floden Volga.